# Stephen Surjik
Cet article possède un paronyme, voir Sourjyk.
Stephen Surjik est un réalisateur, acteur et producteur canadien.

## Filmographie

### comme réalisateur
- 1993 : Wayne's World 2
- 1989 : Les Contes d'Avonlea (Road to Avonlea) (série télévisée)
- 1991 : Grand Larceny (TV)
- 1994 : Mary Silliman's War (TV)
- 1995 : Little Criminals (en)
- 1997 : Weapons of Mass Distraction (en) (TV)
- 1998 : Coroner Da Vinci (Da Vinci's Inquest) (série télévisée)
- 2000 : Bull (série télévisée)
- 2003 : Méthode Zoé (Wild Card) (pilote série télévisée)
- 2005 : Tripping the Wire: A Stephen Tree Mystery (TV)
- 2005 : Terminal City (en) (feuilleton TV)
- 2005 : Intelligence (TV)
- 2007 : I Want Candy
- 2022 : Reacher (série TV) - 1 épisode

### comme acteur
- 1993 : Wayne's World 2 : un réalisateur

### comme producteur
- 2005 : Intelligence (TV)